# Parc naturel du général Chłapowski
Le parc naturel du général Chłapowski (en polonais : Park Krajobrazowy im. gen. Dezyderego Chłapowskiego) , est un parc naturel de Pologne, couvrant 17 200 hectares, qui a été créé en 1992.
Son nom vient du général Dezydery Chłapowski, ayant servi au XIXe siècle lors du 1er Empire.
Le parc s'étend en plein centre de la voïvodie de Grande-Pologne, entre deux powiats : celui de Kościan (incluant les communes de Kościan, Czempiń et Krzywiń) et celui de Śrem (incluant la commune de Śrem).
Le parc se compose de terres agricoles (65 %), de prairies (8,5 %) et de forêts (14 %). Il se distingue aussi par une faune et flore riche, et possède même un microclimat particulier. La plus grande forêt du parc est celle de Rąbiń, d'une superficie d'environ 1 100 hectares. On recense 270 espèces de plantes et 43 espèces de papillons dans le parc.
Deux sentiers de randonnée ont été créés (un noir et un vert) : ils partent tous deux de Kościan et rejoignent Rąbiń ou Książ Wielkopolski.

## Galerie d'images

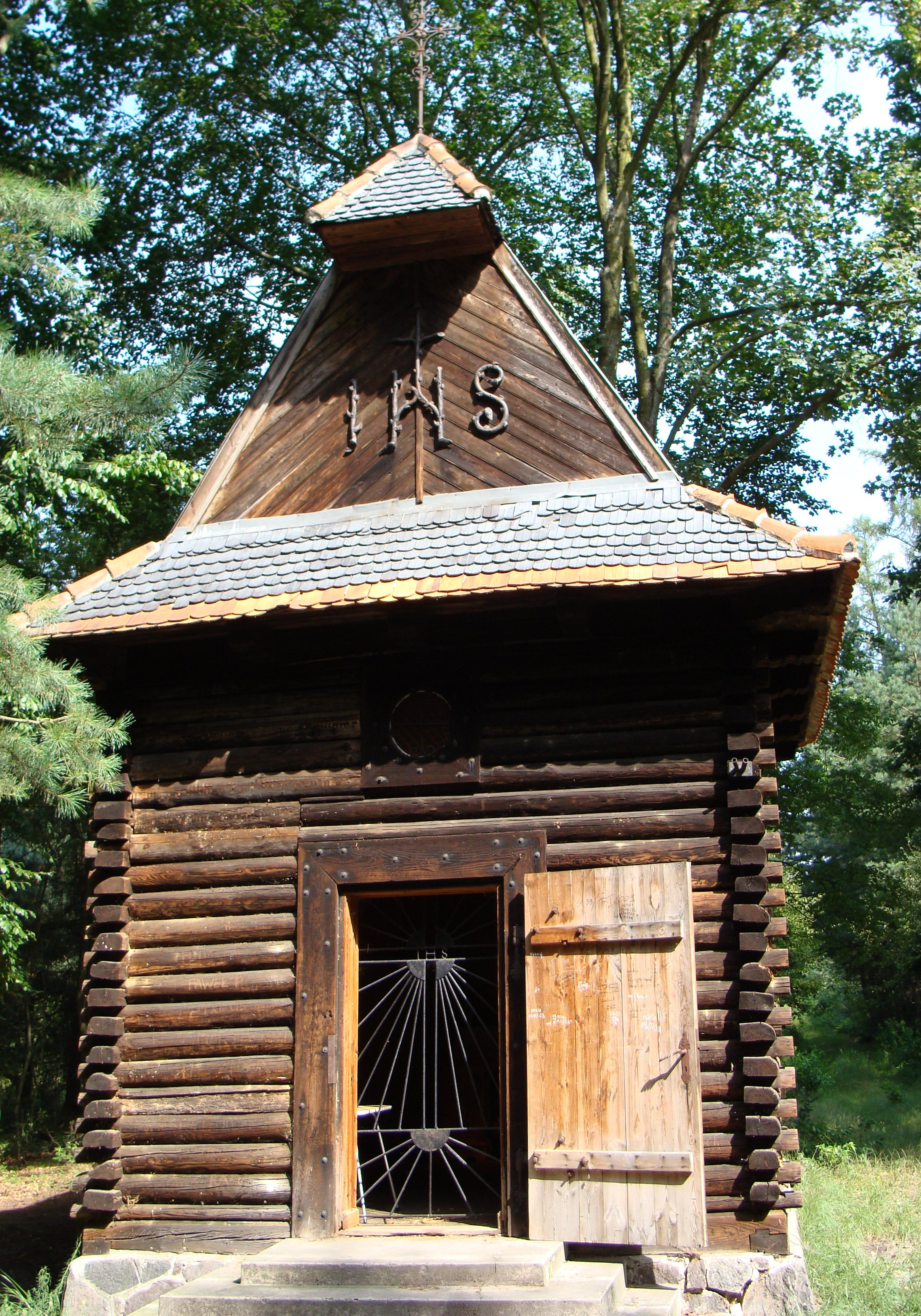
Une chapelle en bois dans la forêt de Rąbiń.
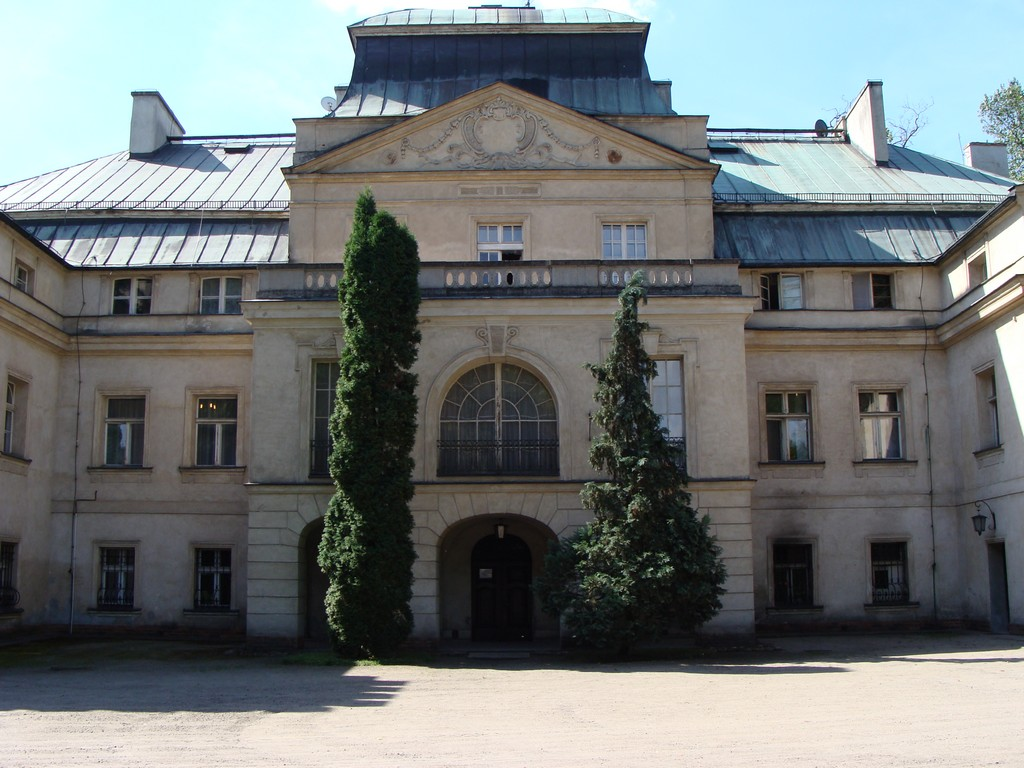
Le château de Turew.
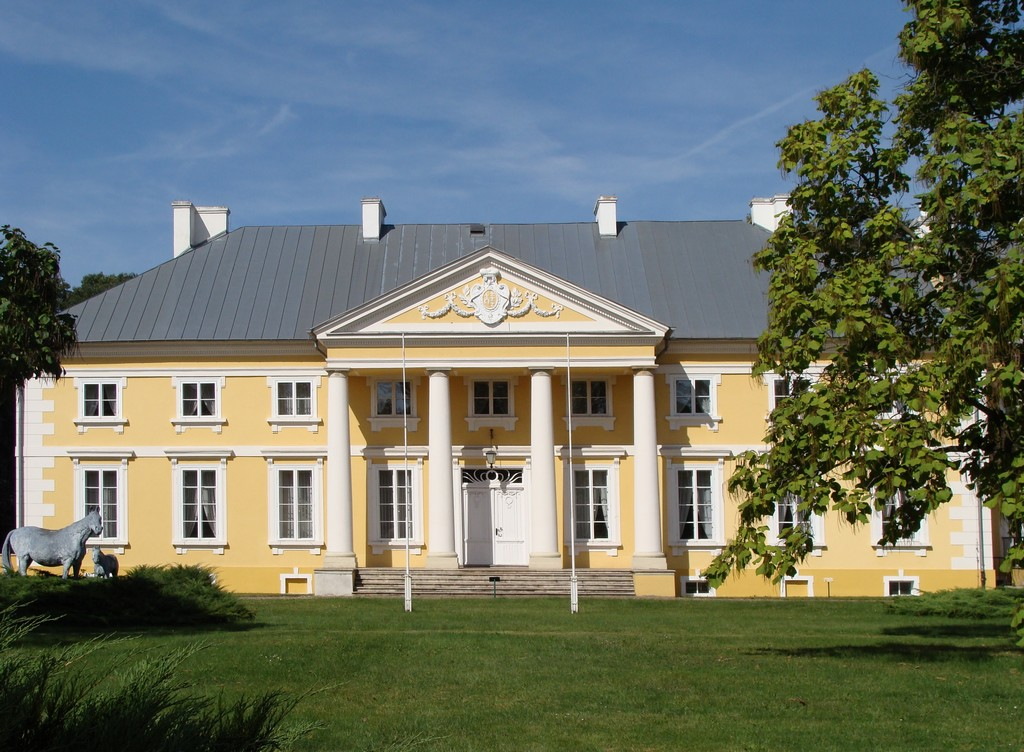
Le château de Racot.
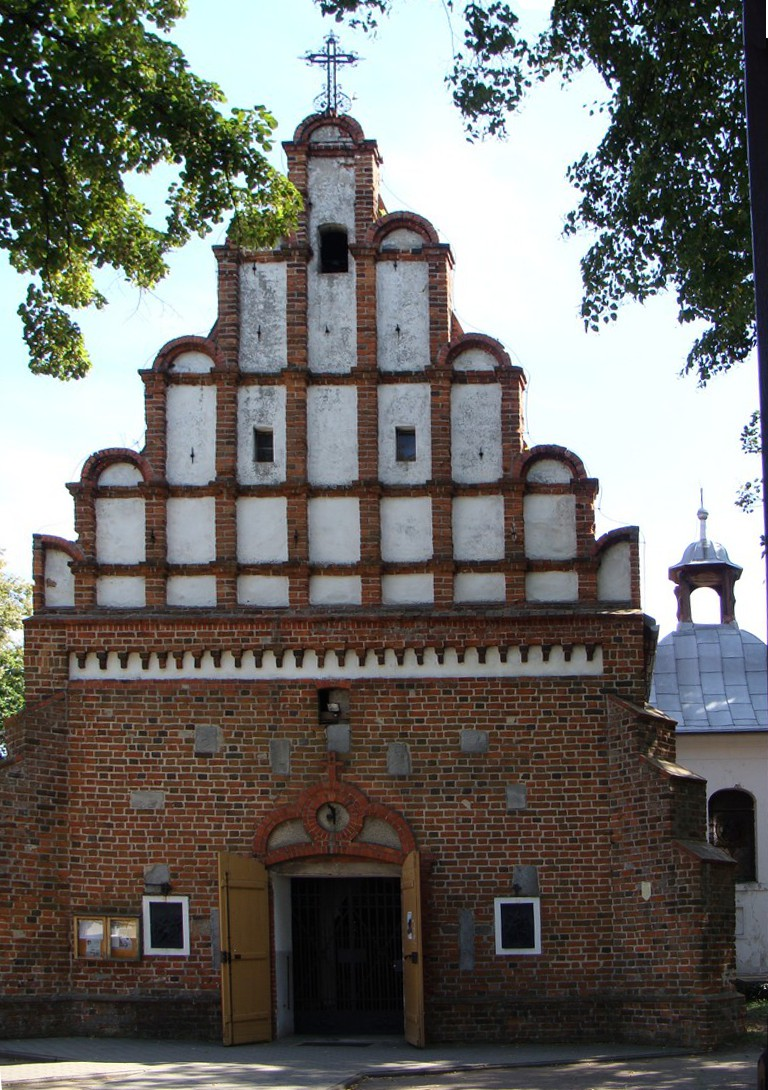
L'église de Rąbiń.